# العدنة (الظهار)

تعديل مصدري - تعديل

العدنة محلة تابعة لقرية العقاير، التابعة لعزلة الحوج القبلي بمديرية الظهار إحدى مديريات محافظة إب في الجمهورية اليمنية.، بلغ تعداد سكانها 89 حسب تعداد اليمن لعام 2004.